# 林博 (加利福尼亞州)
林博（英語：Rainbow）是位於美國加利福尼亞州普萊瑟縣的一個非建制地區。該地的面積和人口皆未知。

## 地理
林博的座標為39°09′53″N 120°10′42″W / 39.16472°N 120.17833°W，而該地的平均海拔高度為1980米（即6201英尺）。